# Благовіщення (Веронезе)
«Благовіщення» (італ. Annunciazione) — картина італійського живописця Паоло Веронезе (1528–1588), представника венеціанської школи. Створена у 1578 році. Зберігається в колекції Галереї Академії у Венеції.
Картина походить зі Скуоли-дей-Мерканті, будівля якої досі знаходиться біля церкви Мадонни делл'Орто у Венеції; з 1812 року зберігається в колекції Галереї Академії. Первісно полотно складало центральну частину триптиха і супроводжувалося двома монохромними алегоричними картинами, що зображували Милосердя і Віру (обидві нині зберігаються у Національній бібліотеці св. Марка у Венеції). У центрі композиції, під тимпаном арки, зображений герб братства — рука, що благословляє хрест, а на базах колон поміщені герби родин-замовників: Калабраццо і Коттоні. 
Композиція картини побудована як анфілада сценічних лаштунків, прийом, який був запозичений Веронезе з театралізованих церемоній, — що сходиться у глибині невеликого храму, написаного за мотивами церкви Санта-Марія-Нова у Віченці (архітектора Андреа Палладіо). Численні деталі, наприклад, «усічена» скульптура над тимпаном свідчить про те, що полотно було розрізане у верхній частині. Так, під хмарою, звідкіля з'являється Святий Дух, згідно з даними світловідбиваючого аналізу, була зображена капітель, на яку спиралась п'ята арки, що стояла іншою п'ятою на капітелі ліворуч. 